# Anorgana
Die 1933 in Nürnberg als Anorgana Chemische Handelsgesellschaft mbH gegründete und seit dem 10. Mai 1935 in Berlin, später in Frankfurt/Main und Ludwigshafen eingetragene Anorgana GmbH war neben den Chemischen Werken Hüls GmbH eine der beiden Tochtergesellschaften der I.G. Farbenindustrie. Aufsichtsratsvorsitzender war Fritz ter Meer, Geschäftsführer Otto Ambros und Paul Dencker. Mit der Auslagerung von Betriebsstätten an die Anorgana-Tochter wollte der I.G.-Farben-Konzern ab 1939 verschleiern, dass er direkt an der Herstellung von chemischen Kampfstoffen (Giftgasen) beteiligt war. Produktionsstätten der Anorgana GmbH waren Gendorf (Oberbayern) und die KZ-Außenlager Dyhernfurth I und II in Dyhernfurth (Schlesien), heute Brzeg Dolny [ˈbʒɛk ˈdɔlnɨ] in Polen. Eine weitere Betriebsstätte in Falkenhagen östlich von Berlin wurde bis Kriegsende nicht fertiggestellt.

## Geschichte
Bereits 1937 plante das Oberkommando des Heeres für den Kriegsfall den Bau von mehreren Bereitschaftsanlagen für Heeresbedarf, also Rüstungsbetrieben. Einer der Standorte sollte das abgelegene Gendorf an der Alz sein, das damals zur Gemeinde Emmerting (Oberbayern) gehörte. Dort sollten in aller Abgeschiedenheit und unter größter Geheimhaltung Kampfstoffe hergestellt werden. Die Bauarbeiten für eine erste Versuchsanlage begannen im August 1938, gesteuert von der Orgacid GmbH, einem Tarnunternehmen der Wehrmacht. Ab April 1939 beauftragte die ebenfalls vom Reichskriegsministerium gesteuerte Verwertungsgesellschaft für Montanindustrie („Montan G.m.b.H.“) mit dem Bau der eigentlichen Bereitschaftsanlage die Bayerischen Stickstoffwerke.
Am 7. September 1939, wenige Tage nach Ausbruch des Zweiten Weltkriegs, bestellten Oberst Oskar Schmidt, der Leiter der Gasschutzabteilung (WaPrüf 9) im Heereswaffenamt (HWA) und Ministerialrat Johannes Zahn vom Oberkommando des Heeres die IG-Vorstandsmitglieder Fritz ter Meer und Heinrich Hoerlein zu sich und forderten von der I.G. Farben eine Produktionsstätte für das Nervengas Tabun, obwohl sich der Konzern wegen der negativen Erfahrungen im Ersten Weltkrieg bereits zwei Mal geweigert hatte – weniger wegen moralischer Bedenken, sondern um seine internationalen Geschäftsinteressen nicht zu gefährden: „Die IG möchte als Weltunternehmen ihren Namen nicht mit Kampfgasproduktion in Verbindung gebracht haben“. Mit ihrer distanziert-ausweichenden Haltung konnten sich die Manager gegen die Forderungen des NS-Regimes jedoch nicht durchsetzen.
Zur Errichtung der von den Militärs verlangten chemischen Anlagen gründete die I.G. Farbenindustrie gemeinsam mit den Buna-Werken in Ludwigshafen die Luranil-Baugesellschaft. Über sie erfolgten Planung und Bau der Betriebsstätten in Dyhernfurth und Gendorf, anfänglich mit dem Einsatz von freiwilligen Arbeitskräften, da wegen der heiklen Produktpalette absolute Zuverlässigkeit und Verschwiegenheit gefragt waren. Durch die Knappheit an Arbeitskräften wurden für Gendorf aber ab 1941/42 zunehmend ausländische Beschäftigte rekrutiert, zunächst ca. 500 italienische und etwa 120 französische Arbeitskräfte, später zunehmend „Ostarbeiter“, Kriegsgefangene und rund 250 KZ-Häftlinge aus Dachau. Insgesamt sollen ab 1942 ca. 30 bis 40 % der Gesamtbelegschaft aus dem Ausland gekommen sein. Auch in den Außenlagern Dyhernfurth I und II waren ab Frühjahr 1941 ca. 800 Italiener im Einsatz, sowie Kriegsgefangene mit dem Vermerk „R.U.“ („Rückkehr unerwünscht“). An der Abfüll-Anlage für Tabun mussten 1500 bis 2500 KZ-Häftlinge aus Groß-Rosen arbeiten. Die Unterkünfte der Häftlinge nannte die SS zynisch „Elfenheim“, weil die Bewohner gleich Elfen kamen und wieder verschwanden, also Opfer der verbrecherischen Arbeitsbedingungen wurden.
Zu Propaganda-Zwecken wurde von Fabriken zur Waschmittel- und Seifen-Produktion gesprochen („Trilon“). Die Anorgana GmbH war dabei lediglich Pächter, die Liegenschaften wurden von der Verwertungsgesellschaft für Montanindustrie verwaltet. Die eigentlichen Bauarbeiten in Dyhernfurth begannen im März 1940. Der verantwortliche Oberingenieur und BASF-Prokurist Max Faust wechselte im Juni 1941 nach Auschwitz, um den Bau des dortigen I.G.-Farben-Werks zu beaufsichtigen.
Zum künftigen Betrieb des Werks Falkenhagen gründete die staatlich gesteuerte Montan GmbH zusammen mit der I.G. Farben die Monturon GmbH, an denen beide je zur Hälfte beteiligt waren. Obwohl 90 Millionen Reichsmark investiert worden sein sollen, ist die Produktion bis Kriegsende offensichtlich nicht angelaufen. Gleichwohl war Falkenhagen 1942/43 mit 61 Beschäftigen und 87 Wach- und Feuerschutzleuten zeitweise die größte Außenstelle der Montan.

## Produktion bis 1945
Im Werk Gendorf, für das Dr. Max Wittwer von 1939 bis zum 7. Juni 1945 als Werksleiter verantwortlich war, lief ab September 1941 die Herstellung von Glykol und Diglykol zur Verwendung als Frostschutzmittel an, außerdem wurden Grundstoffe für die Sprengstoffproduktion, Chlor, Natronlauge und Acetaldehyd als Ausgangsprodukt für Buna-Kunstkautschuk hergestellt. Wegen technischer Probleme verzögerte sich die Synthese von Senfgas (Lost) bis Februar 1943. Insgesamt sollen in Gendorf bis Kriegsende 2000 Tonnen Senfgas produziert worden sein.
Dyhernfurth lieferte ab September 1942 Tabun, wobei sich die tägliche Menge von einer bis auf 20 Tonnen steigerte. Trotz einer Anweisung des Rüstungsministeriums, die Herstellung im Dezember 1944 zu beenden, soll noch bis kurz vor dem Einrücken sowjetischer Truppen im Februar 1945 weitergearbeitet worden sein (die Evakuierung erfolgte ab dem 23. Januar 1945). Insgesamt sollen in Dyhernfurth von den bestellten 58 000 Tonnen Tabun nur 11 980 Tonnen erzeugt worden sein, mit einer Produktionsspitze in den Monaten August und September 1944.
Weil sich Tabun in den Bomben zersetzte und sich bei Experimenten 1943 herausstellte, dass das Gas bei kaltem Wetter nahezu unbrauchbar wurde, sollte im Werk Falkenhagen das stabilere und wirkungsvollere Sarin („SANN“) produziert werden, wozu es kriegsbedingt nicht mehr kam.

## Demontage und Wiederaufbau nach 1945
Die Anlage in Dyhernfurth blieb bis Kriegsende trotz heftiger Kämpfe in der unmittelbaren Nähe nahezu unzerstört. Russische Techniker demontierten die Produktionsanlagen für Tabun und schafften sie in die Sowjetunion. 1946 nahm das Werk die Produktion wieder auf, zunächst nur mit der Synthese des Desinfektions- und Bleichmittels Natriumhypochlorit. Ab 1947 entwickelte sich das Areal unter der Bezeichnung Rokita-Werk zu einem der größten polnischen Chemiehersteller. Zur aktuellen Produktions-Palette gehören Polyole, Chlor, Chlorverbindungen, Laugen, Tenside und Phosphorderivate. Alleinaktionär ist die deutsche PCC SE mit Sitz in Duisburg.
Das Gendorfer Werk hatte eine äußerst wechselhafte Nachkriegsgeschichte. Schon unmittelbar vor dem Anrücken amerikanischer Truppen im April 1945 hatte Anorgana-Geschäftsführer Otto Ambros versucht, Gendorf auf unverfängliche Produkte umzustellen, etwa Seife und Waschmittel. Dennoch wurde er nach der Befragung von Zeugen festgenommen und im Nürnberger I.G.-Farben-Prozess als Kriegsverbrecher zu acht Jahren Haft verurteilt, vor allem wegen seiner Verantwortung für das Farben-Werk in Auschwitz. Fritz ter Meer erhielt sieben Jahre.

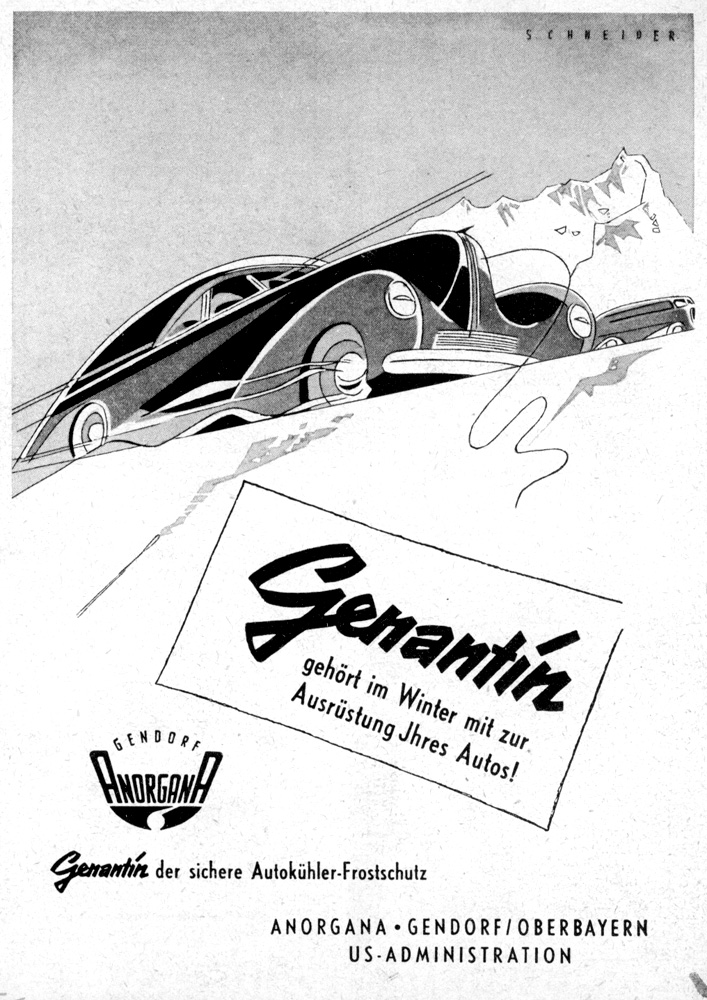
Werbeplakat für das Anorgana-Produkt Genantin aus der Nachkriegszeit

Von Dezember 1945 bis August 1946 ruhte der Betrieb in Gendorf, abgesehen von Demontage-Arbeiten. Danach ging der Abbau der Anlagen mit etwa 1800 Beschäftigten weiter. Am 26. Juli 1948 erklärten die US-Besatzungsbehörden Gendorf zur „Independent Unit“, also einem Betrieb außerhalb des I.G.-Farben-Konzerns. Das ermöglichte den Weiterbetrieb und Wiederaufbau der weitgehend demontierten Fabrik, der sogar mit Mitteln aus dem Marshallplan (European Recovery Program) bezuschusst wurde.
Nach der Zerschlagung der I.G. Farben ordneten die Alliierten an, dass der Sitz der Anorgana von Ludwigshafen nach Gendorf verlegt wurde. Die Gesellschaft wurde am 1. August 1952 als Anorgana Gendorf GmbH in das Handelsregister des Amtsgerichts Traunstein eingetragen. Nach einem Besuch der ehemaligen Farben-Vorstände Carl Krauch, Friedrich Jähne und Hans Wagenheimer in Gendorf begannen Verhandlungen über die Eingliederung des Werks in die Hoechst AG. Wegen der komplizierten und politisch belasteten Vorgeschichte des Werks erwarb zunächst der Freistaat Bayern am 31. März 1953 die Geschäftsanteile der Anorgana GmbH aus dem Vermögen der I.G. Farbenindustrie AG in Liquidation. In der Gesellschafterversammlung von 22. April 1953 wurde der Staatssekretär des bayerischen Wirtschaftsministeriums Willi Guthsmuths zum Aufsichtsratschef gewählt. Da die Alliierten einen Wieder-Erwerb von Gendorf durch eine I.G.-Farben-Nachfolgegesellschaft wie Hoechst unbedingt verhindern wollten und eine dreijährige Sperrfrist verhängt hatten, ging die Fabrik vorübergehend in das Eigentum der Münchener Verwaltungsgesellschaft für Grundstücke mbH über, einer Tochtergesellschaft der Hoechst AG und der Bayerischen Vereinsbank. Erst im September 1955 übernahm Hoechst das Werk vollständig und verlegte den Sitz der Anorgana GmbH an den Konzernstandort nach Frankfurt am Main. Der vormalige Verbindungsmann der I.G. Farben in Frankfurt-Hoechst zur örtlichen Gestapo und zur NS-Gauleitung, Hans Wagenheimer, war ab 1953 bei der Anorgana tätig, seit 1955 bis zur Eingliederung in den Hoechst-Konzern sogar als Geschäftsführer, danach erhielt er Prokura. Der fachlich unqualifizierte Nazi-Karrierist (NSDAP-Mitgliedsnr. 215 305) und SS-Mann wurde im Spruchkammerverfahren als „SD“-Mann bezeichnet, seine genaue Rolle im Konzern blieb umstritten.

## Umweltfolgen
Sowohl in Dyhernfurth, als auch in Gendorf gab es während des Zweiten Weltkriegs bei der Produktion erhebliche Umweltprobleme, mit teilweise sehr langfristigen Folgen für das Grundwasser. Die Oder soll „farbige, stinkende Abwässer“ geführt haben und nach Chlor gerochen haben. Eine für Gendorf schon 1940 eigentlich geplante Abwasserleitung in den Inn wurde nie gebaut, weshalb die Abwässer in die wenig Wasser führende Alz sickerten. Rund um Gendorf bis in die etwa 12 Kilometer entfernten Orte Haiming und Stammham sind im Grundwasser bis heute umweltschädliche Spuren der Kriegs-Produktion nachzuweisen (etwa Chloride und Sulfate). Für überregionales Aufsehen sorgte im März 2012 ein massives Fischsterben in der Alz. Wie sich herausstellte, war ein Waschmittelrohstoff, das Fettamin Genamin LA 302 D, irrtümlich in eine Abluftreinigungsanlage gepumpt worden. Von dort soll es auf das Dach eines Produktionsbetriebes gelangt sein und sich entzündet haben. Das Löschwasser gelangte in den Fluss. Heftige Diskussionen löste die großflächige und langfristige Verseuchung des Grundwassers mit Perfluoroctansäure aus. Der Grundstoff wurde von 1968 bis 2003 in Gendorf hergestellt und gilt als krebserregend. Nach Angaben des Chemiepark-Betreibers werden vermutlich erst 2030 die Höchstkonzentrationen im Grundwasser erreicht. Spezielle Filter sollen seit 2009 verhindern, dass PFOA ins Trinkwasser gelangt. Dennoch wurden im Blut von Anwohnern PFOA-Konzentrationen festgestellt, die 20-fach über dem „unbedenklichen Wert“ liegen. Einen offiziellen Grenzwert gibt es nicht. Ab 2020 soll PFOA in der Europäischen Union verboten sein.